# Баденас, Педро
Педро Баденас де ла Пенья (исп.  Pedro Bádenas de la Peña, Мадрид, 1947) — видный современный испанский филолог и переводчик, исследователь, специализирующийся на греческой литературе классического, византийского и современного периода.

## Деятельность
В 1994 году получил Национальную премию перевода (Premio Nacional de traducción) за перевод средневекового Варлаам и Иоасаф (роман).
Баденас является профессором в Центре гуманитарных и общественных наук Совета по научным исследованиям Испании и председателем испанского Национального комитета исследований юго-восточной Европы.
Российская и украинская пресса характеризует его «наилучшим испанским византинистом и одним из лучших в Европе, ведущим специалистом по вопросам отношений между Византией и славянским миром».

## Эллинист
Баденас перевёл на испанский «Собрания сочинений» Сефериса Кавафиса, Элитиса, Рицоса, басни Эзопа, трагедии Эсхила, Эпиникии Пиндара, произведения Менандра и несколько популярных книг по Византии.
Педро Баденас внёс также вклад в исследование греческой литературы, создав журнал «Эрития» (Eρύθεια), который посвящён исследованию византийской и новейшей греческой культуры, а также, издавая серию Новый Рим (Νέα Ρώμη) (40 томов издано по сегодняшний день), где представляет исследования о византийских, поствизантийских, латинских и общегуманитарных темах.
Баденас известен также в Греции и своей успешной работой на посту директора «Института Сервантеса» в Афинах, но и в качестве культурного атташе Испании в Греции.

## Нормативы перевода на испанский
Баденас является автором работы «Транскрипция современного греческого на испанский», в которой предлагает нормы перевода современного греческого языка на испанский, и которые, как правило, принимаются специалистами; его предложение согласовывается с аналогичным предложением Мануэля Фернандеса Гальяно (Manuel Fernández Galiano), касательно транскрипции имён собственных с древнего греческого.
Баденас является соавтором, вместе с Рикардо Олмосом (Ricardo Olmos), предложения по стандартизации имён древней греческой керамики.

## Премия Дидо Сотириу
В 2014 году Педро Баденасу был присуждена премия Союза греческих писателей имени Дидо Сотириу. Премия присуждается каждый год греческим или иностранным писателям, которые своей работой внесли вклад в представлении греческой литературы за рубежом.